# André Lavrillier

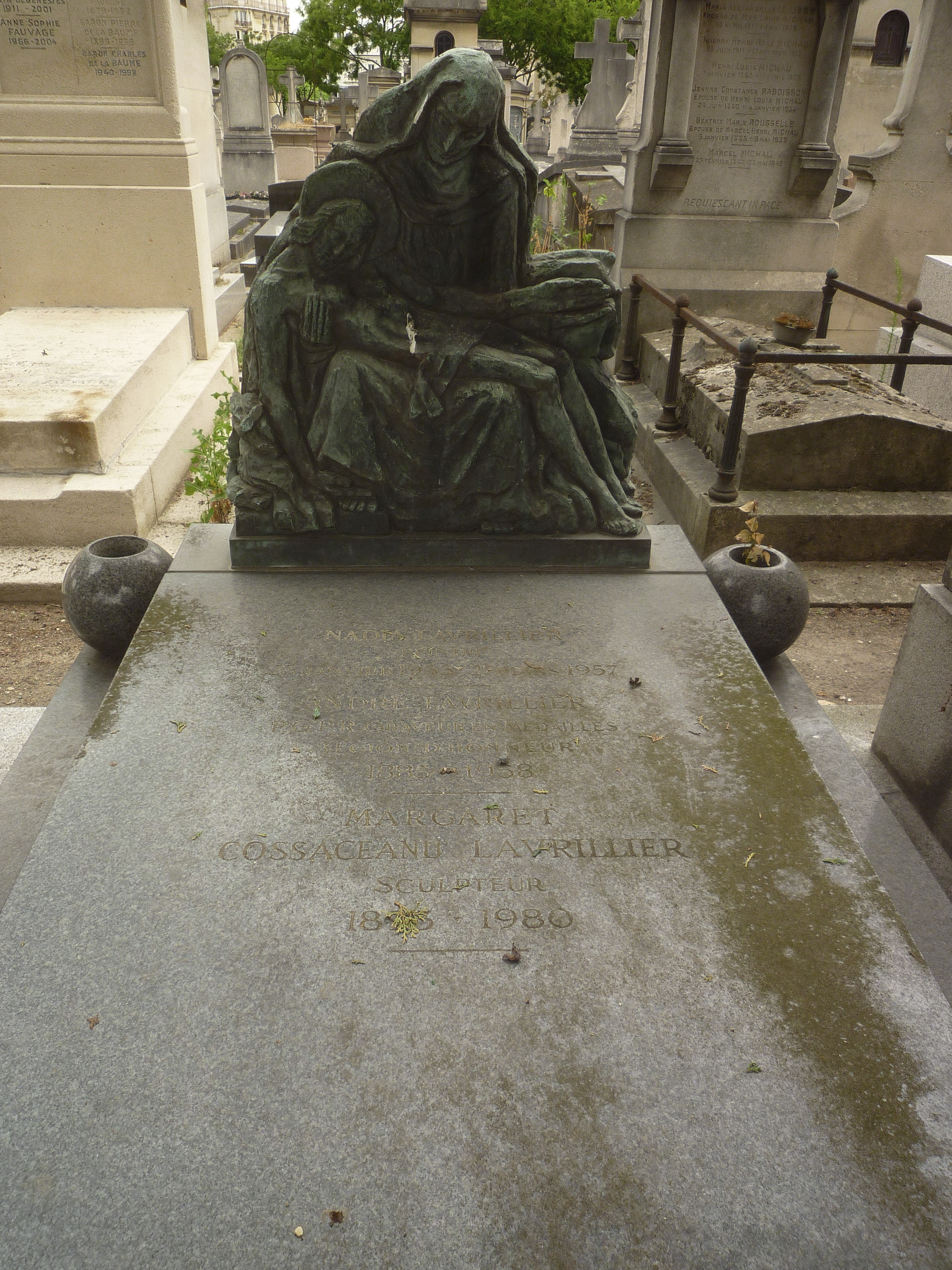
Sépulture de André Lavrillier au cimetière du Montparnasse à Paris.

André Henri Lavrillier, né, à Paris, le 7 mai 1885 dans le  8e arrondissement et mort dans la même ville le 28 janvier 1958 dans le  14e arrondissement,, est un médailleur français.
Il est lauréat du prix de Rome en 1914.

## Biographie
André Lavrillier naît le 7 mai 1885 dans le  8e arrondissement de Paris du mariage de Charles Ernest Lavrillier, graveur, et de Juliette Émilie Gaillard.
Il étudie à l’École nationale supérieure des beaux-arts de Paris, dans les ateliers de Jules Chaplain (1839-1909), Frédéric de Vernon (1858-1912) et de Auguste Patey (1855-1930),.
André Lavrillier obtient le premier second grand prix de Rome en 1911, et le premier grand prix de Rome en 1914.
Il épouse la sculptrice roumaine Margaret Cossaceanu (1893-1980). Ils sont les parents du photographe Carol-Marc Lavrillier (né en 1933).
André Lavrillier est l’auteur de nombreuses médailles et pièces de monnaie françaises. Il est le frère ainé de Gaston Lavrillier.
Il est également l'auteur de la pièce roumaine de 100 lei  émise en 1932 a l'effigie du roi Carol.

## Récompenses
- Prix de Rome en 1914[3] sur le thème Un soldat Grec mourant sur l’autel de la Patrie.

Œuvres d'André Lavrillier
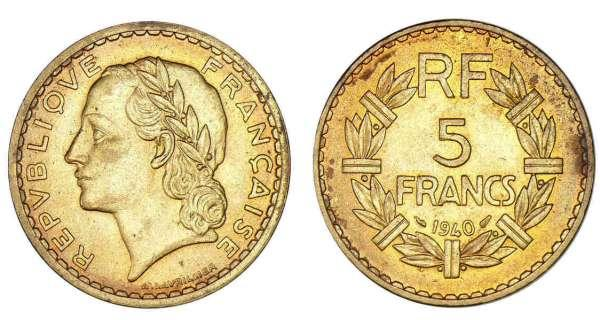
La pièce de 5 francs « type Lavrillier » en bronze-aluminium (tirage de 1940 de la pièce gravée en 1933).